# Gopnik

Um gopnik russo em uma escada de um prédio Khrushchyovka.

Um gopnik (em russo:  гопник, transl. gopnik, pronunciado [ˈɡopnʲɪk]; em ucraniano:  гопник, transl. hopnyk; em bielorrusso:  гопнік, transl. hopnik)  é um membro de uma subcultura delinquente na Rússia, Ucrânia, Bielorrússia e em outras ex-repúblicas soviéticas - um jovem (ou uma mulher, uma gopnitsa) de origem da classe trabalhadora que geralmente vive em áreas suburbanas  e vem de uma família de baixa escolaridade e renda. 
O substantivo coletivo é gopota (em russo:  гопота). A subcultura do gopota tem suas raízes nas comunidades da classe trabalhadora no final do Império Russo e gradualmente emergiu na clandestinidade durante a segunda metade do século 20 em muitas cidades da União Soviética.   Foi no final da década de 1980 e ao longo da década de 1990, durante o colapso da União Soviética e o aumento da pobreza associado, que a subcultura gopota realmente frutificou e floresceu. 
Esses anos - entre o final dos anos 1980 e aproximadamente 2001 - foram os momentos em que a subcultura gopota estava em sua maior extensão, embora permanecesse predominante, embora em declínio, em grande parte do antigo espaço soviético na década de 2000. No final da década de 2010, a subcultura desapareceu em sua maior parte, embora gangues de jovens (como a A.U.E.) que se assemelham a gopota ainda existam na Rússia e em outros países eslavos e bálticos.

## Etimologia
A etimologia popular conecta a palavra ao GOP, a sigla para Gorodskoye Obshezhitie Proletariata (dormitório local para proletariado). Eram asilos para indigentes criados pelo governo bolchevique após a Revolução de Outubro de 1917.
Uma origem mais plausível é a onomatopeia гоп (gop), que representa um ato rápido de agarrar ou golpear, provavelmente por meio da gíria го́пать (gopat'), que significa assaltar ou roubar.
De acordo com o Dicionário Explicativo Dahl's Russo, publicado pela primeira vez no século XIX, uma antiga gíria para "dormir nas ruas" era "гопать" (gopat', literalmente "gop") algo que estava relacionado com os "mazuricks" ou os criminosos de São Petersburgo. 
Uma das primeiras aparições de "gopnik" em um texto escrito foi na canção de 1984 do Zoopark, Gopniki. 

## Aparência e comportamento estereotipados

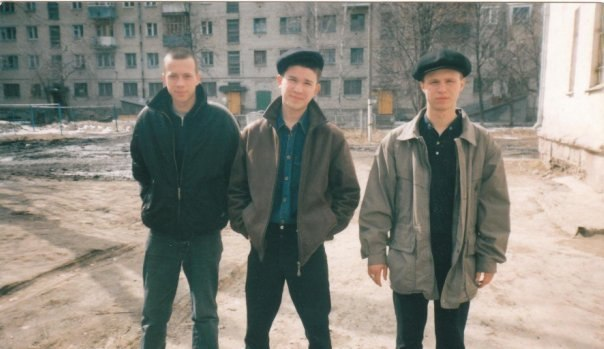
Gopniks russos típicos da cidade de Tyumen, início dos anos 2000

Os Gopniks costumam ser vistos vestindo agasalhos Adidas ou Puma, que foram popularizados pela equipe soviética das Olimpíadas de Moscou em 1980.   As sementes de girassol (coloquialmente semki [семки] ou semechki [семечки]) são habitualmente consumidas pelos gopniks, especialmente na Ucrânia e na Rússia. 
A subcultura é estereotipada associada à música chanson russa, especificamente ao subgênero blatnaya pesnya. Desde meados da década de 2010, os gopniks têm sido associados à música hardbass em memes da Internet e vídeos virais.  
Alguns gopniks têm o nacionalismo russo ou o pan-eslavismo como suas principais visões políticas,  embora também existam comunidades gopnik esquerdistas, de extrema-direita e até neonazistas. Na Rússia, alguns gopniks têm fortes opiniões antiocidentais e apoiam o governo Putin. 
Gopniks são freqüentemente vistos agachados em grupos "no tribunal" (на кортах, na kortakh) ou "fazendo o caranguejo" (на крабе, na krabe) fora de blocos de apartamentos ou escolas com os calcanhares no chão.   É descrito como um comportamento aprendido, atribuído à cultura prisional russa e soviética para evitar sentar no chão frio. Eles também são estereotipados como propensos ao abuso de substâncias e álcool, crime e hooliganismo. 